# Sophronica fuscolateralis
Sophronica fuscolateralis är en skalbaggsart som beskrevs av Stefan von Breuning 1940. Sophronica fuscolateralis ingår i släktet Sophronica och familjen långhorningar. Inga underarter finns listade i Catalogue of Life.